# Kuntanahalli, Maddur
Kuntanahalli là một làng thuộc tehsil Maddur, huyện Mandya, bang Karnataka, Ấn Độ.